# Supab Muengchan
Supab Muengchan (thailändisch สุภาพ เมืองจันทร์; * 18. August 1995) ist ein thailändischer Fußballspieler.

## Karriere
Supab Muengchan steht seit 2022 beim Rasisalai United FC unter Vertrag. Der Verein aus der Provinz Sisaekt spielte in der vierten Liga, der Thailand Amateur League. Am Ende der Saison 2022 wurde er mit dem Verein Meister der North/Easten Region und stieg somit in die dritte Liga auf. Mit 18 Toren wurde er 2022/23 Torschützenkönig der North/Eastern Region. Am Ende der Saison 2024/25 feierte er mit Rasisalai die Meisterschaft der Region sowie den anschließenden Aufstieg in die zweite Liga. Sein Zweitligadebüt gab Muengchan am 17. August 2025 (1. Spieltag) im Heimspiel gegen den Erstligaabsteiger Nongbua Pitchaya FC. Bei dem 3:2-Heimerfolg stand er in der Startelf und spielte die kompletten 90 Minuten.

## Erfolge
Rasisalai United FC
- Thailand Amateur League: 2022  ▲
- Thai League 3 – North East: 2024/25

## Auszeichnungen
Thai League 3 – North East
- Torschützenkönig: 2022/23 (18 Tore)